# Абдул Загір
Абдул Загір (23 травня 1910, Лагман — 21 жовтня 1982, Кабул) — державний діяч Афганістану.

## Біографія
Закінчив ліцей «Хабібія» в Кабулі (1931), Колумбійський університет (США), доктор медицини. У 1954–1955 роках навчався в Університеті Джонса Гопкінса (США) за фахом «статистика й управління», здобув ступінь магістра.
- З 1944 року — директор муніципальної лікарні в Кабулі.
- З 1949 — особистий лікар короля Загір Шаха.
- З 1951 — заступник міністра охорони здоров'я.
- З 1956 року — міністр охорони здоров'я в уряді Мухаммеда Дауда.
- З 1958 року — посол в Пакистані.
- З 1961 — голова нижньої палати парламенту.
- 1964 — голова комісії з підготовки проекту Конституції, заступник голови Лойя-джирги, яка прийняла нову Конституцію країни.
- З 1964 — перший заступник прем'єр-міністра, міністр охорони здоров'я в уряді Мухаммеда Юсуфа.
- З 1965 року — голова нижньої палати парламенту.
- З 1969 — посол в Італії.
- У червні 1971 — грудні 1972 року — прем'єр-міністр Афганістану. У цей період в країні погіршилось економічне становище (через посуху), активізувались обурені студентські виступи, посилився конфлікт уряду й парламенту. Уряд не зміг упоратись із цими проблемами й пішов у відставку.
- 1973 — посол в Індії. Того ж року, після усунення монархії, залишив державну службу.

## Родина
Батько чотирьох дітей.
- Брат — Абдул Каюм, здобув у США ступінь доктора в галузі педагогіки. За королівського режиму був міністром зв'язку, внутрішніх справ, заступником прем'єр-міністра й міністром освіти.
- Син — Ахмад Загір (1947–1979) — популярний співак, загинув в автокатастрофі (за однією з версій, організованій одним з лідерів НДПА Хафізуллою Аміном).
- Син — Асеф Загір (1932–2000) — міністр відновлення й розвитку сільських районів (1980-ті роки), посол в Кувейті (1989–1992) та Італії (1992—1993. Після залишення дипломатичної служби жив у Пешаварі (Пакистан), виступав за мир в Афганістані, беручи участь у діяльності політичної групи «Афганський національний рух».